# Корпоративная цензура
Корпоративная цензура — цензура, осуществляемая корпорациями; согласование речей пресс-секретарей, сотрудников и деловых партнеров под угрозой денежных потерь, потери работы или потери доступа к рынку.

## Обсуждение вTV Guide
В 1969 году Николас Джонсон, представитель Федерального агентства по связи США (FCC), а затем президент CBS News Richard Salant обсуждали масштабы и существование корпоративной цензуры в серии статей, опубликованных в TV Guide.

### Джонсон
Точка зрения Джонсона приведена в статье, озаглавленной The Silent Screen. Джонсон считал, что «цензура является серьёзной проблемой» в Соединённых Штатах. Он соглашался с заявлениями различных представителей телерадиокомпаний, о её присутствии в телевидении, но вопрос в том, «кто цензурит больше». Джонсон утверждал, что большая часть цензуры на телевидении является корпоративной, а не государственной. Одним из примеров в поддержку этого аргумента он приводил радиостанцию WBAI в Нью-Йорке, которую FCC не тронула за публикацию стихотворения, которое, как утверждается, носило антисемитский характер. Джонсон утверждал, что «все телерадиостанции борются, не за свободу слова, но за прибыль. В случае с WBAI, например, один из ведущих идеологов отрасли, Broadcasting magazine, на самом деле призвал FCC наказать WBAI — и на той же редакционной полосе мнимо возмущался, что у телерадиостанций нет неограниченного права на трансляцию выгодной рекламы сигарет, которые приводят к болезни или смерти».
Джонсон ссылался на примеры корпоративной цензуры на телевидении, о которых говорил Стэн Опотовски: например, The Big Picture: «Форд» удалил кадр, где на горизонте Нью-Йорка видно здание Chrysler […] Компания-спонсор по производству овсяных хлопьев перестала пользоваться слоганом «Она ест слишком много», поскольку компания была обеспокоена тем, что никто никогда не мог съесть слишком много". Джонсон ссылался на Брюса Ракера, который писал в книге The First Freedom, что «телерадиокомпании обычно умаляют важность или не замечают события и заявления, неблагоприятные для пищевой промышленности и производителей мыла». Ракер отмечал, что «вмешательство корпораций в работу честных и способных журналистов и творческих авторов и исполнителей может быть весьма серьёзным». Он указывал на отчет журнала Variety от 3 сентября 1969 года, в котором сказано, что ABC «подогнал некоторые из своих документальных фильмов, чтобы соответствовать корпоративным желаниям Minnesota Mining & Manufacturing Company», и приводит примеры, приведенные Биллом Грили в статье Varity от 4 февраля 1970 года о «сокращённых или исчезнувших» документальных фильмах на CBS, которые были «отложены, отклонены или загублены».
Он также приводил несколько примеров должностных лиц с телеканалов, которые ушли в отставку из-за корпоративной цензуры: Фрэд Фрэндли покинул CBS News, потому что 1 февраля 1966 года канал не транслировал слушания в сенате касательно Вьетнамской войны; глава Национальной ассоциации телерадиовещателей Code Authority подал в отставку, «испытывая отвращение от лицемерной зависимости НАТ от рекламы сигарет».
Он указывает на несколько общих черт в длинном списке примеров, на которые он ссылался:
- упоминание смерти человека, болезни, расчленения или деградации;
- наличие большой прибыли для производителей, рекламодателей и вещателей;
- сознательное замалчивание необходимой обществу информации.

Джонсон утверждал, что «разное давление производит такую цензуру», иногда преднамеренное и иногда нет, но «она исходит не от правительства, а от частных корпораций, которые стараются продать что-либо». Он отмечал обмен на странице письма от New York Times между Чарльзом Тауэром, председателем Национальной ассоциации телерадиовещателей Телевидение совета, и читателем, с башни говоря: «Существует огромная разница между удалением планового материала по команде правительства и удалением частным лицом [таким, как телерадиовещатель] […] Удаление по команде правительства — цензура […] Удаление материала со стороны частных лиц […] нет». Но его оппонент опроверг это утверждение, сказав, что «Мистер Тауэр совершает ложное деление. Сутью цензуры является подавление конкретной точки зрения […] в СМИ, и вопрос, кто осуществляет цензуру, всего лишь вопрос формы». Джонсон соглашался с этой точкой зрения, заявляя, что последствия в обоих случаях одинаковы.

### Salant
Точка зрения Salant была представлена в статье, озаглавленной «Он воспользовался своим правом — ошибаться». Salant писал, что Джонсон был «полностью, совершенно, на 100 процентов, не прав — по всем пунктам». Salant привел множество примеров того, как CBS освещала ту информацию, которую перечислил Джонсон, говоря: «за те 11 лет, что я был сотрудником CBS, и в течение шести лет, что я был президентом CBS News, насколько мне известно, не существовало проблемы, темы, истории, которые были бы запрещены CBS News, или по поручению, прямому или косвенному, корпораций».

## Поступки
Примером корпоративной цензуры может быть наложение штрафа на спортсменов за использование ругательств и неэтичных жестов во время игры.

## Искусство
Корпоративная цензура в музыкальной индустрии включает цензуру музыкальных произведений, когда их не пускают на рынок или занимаются их дистрибуцией. Исследователь Timothy Jay приводит в пример репера Ice-T, который изменения лирику «Cop Killer» в результате давления Уильяма Беннета из Time Warner и различных религиозных и правозащитных групп.
В 2012 году PEN World Voices Festival сосредоточился на корпоративной цензуре в издательской индустрии по отношению к Салману Рушди, автору «Сатанинских стихов», остановленных цензурой как «анти-креационистские», в то время как Джаннина Браски, автор книги «Соединенные Штаты Банана», предложила критику капитализма 21-го века, она осудила корпоративную цензуру как финансовый контроль; Браски заявила: «Никто не владеет произведением искусства, даже художник».
Исследователь Хеллек полагает, что описания корпоративной цензуры независимых художников, которая, как она отмечает, часто менее заметна, как самоцензуры «попахивает обвинением жертвы». Она описывает такую самоцензуру, как просто стратегию выживания, подстраивание вкусов художника к тому, что является приемлемым для тех, кто у власти, на основе обширных знаний о приемлемых темах и форматах в таких учреждениях, как (примеры Хеллек) Public Broadcasting Service, Уитни Биеннале, Музее современного искусства, галерее выставок современного искусства в Лос-Анджелесе или Бостонского института современного искусства.

## Новостные и развлекательные издания
Croteau и Hoynes поднимали вопрос о корпоративной цензуре в новостной прессе, отмечая, что она может иметь вид самоцензуры. Исследователи отмечали, что самоцензуру «практически невозможно документировать», потому что она скрыта. Американский журналист Джонатан Альтер заявил, что «на жестком рынке журналисты предпочитают не подставлять себя или босса. Вследствие чего теряется прилагательное, упускается история, удар становится мягче… Это как в том рассказе про Шерлока Холмса. Собака, которая не лает. И причины этого трудно найти». Глава проекта Media Access Project отмечал, что такая самоцензура предоставляет не ошибочную или ложную информации, а просто не сообщает ничего. Согласно Croteau и Hoynes, самоцензура не продукт «драматических заговоров», а просто совокупность многих небольших ежедневных решений. Журналисты хотят сохранить свои рабочие места. Редакторы — поддерживать интересы компании. Эти многие мелкие действия и бездействия накапливаются для получения (по их словам) «усредненных, корпоративных дружественных СМИ».
Николс и Макчесни полагают, что "маниакальный медиа-магнат, каким его изображают в фильмах о Джеймсе Бонде или подобия Руперта Мёрдока гораздо менее опасны, чем осторожный и легко идущий на компромиссы редактор, который стремится «соблюсти баланс между ответственностью перед читателями или зрителями и обязанностью служить своему боссу и рекламодателям». Исследователи заявляют, что «даже среди журналистов, которые выбрали профессию из-за самых благородных причин» существует тенденция избежать любого спорного стиля, который может втянуть новостную компанию в битву с мощной корпорацией или государственным учреждением. Они отмечают, что, хотя такие конфликты «всегда были предметом большой журналистики» они «очень плохи для бизнеса», и что «в нынешних условиях бизнес почти всегда берет верх над журналистами».